# آلون دافيس
آلون دافيس، بالإنكليزية Alun Davies عازف غيتار بريطاني ومغني من ويلز. اشتهر كعازف مع المغني البريطاني كات ستيفنس، يوسف إسلام. رافقه منذ عام 1970 عندما شاركه في ألبوم بونا مون جاكون وحتى اعتزال كات ستيفنس، يوسف إسلام، الغناء. وبعد عودة كات ستيفنس، يوسف إسلام، للغناء في عام ألفين وستة عاد آلون دافيس ليشاركه العزف مرة أخرى وتعاون معه في ألبوم يوسف إسلام an other Cup. 
شارك آلون دافيس في بداياته الفنية مع مغنيين آخرين وكذلك بعد اعتزال كات ستيفنس للغناء. لديه ثلاثة أليومات غنائية اشترك معه فيها كات ستيفنس كعازف مرافق له. تخلى عن مسيرته الغنائية الخاصة أثناء عمله مع كات ستيفنس مبررا ذلك بكون تعاونه مع كات ستيفنس أهم من مسيرته الخاصة تلك.

## روابط خارجية
- آلون دافيس على موقع IMDb (الإنجليزية)
- آلون دافيس على موقع ميوزك برينز (الإنجليزية)
- آلون دافيس على موقع ديسكوغز (الإنجليزية)
- آلون دافيس على موقع قاعدة بيانات الفيلم (الإنجليزية)